# لاس بيدرونييراس
بلدية لاس بيدرونييراس (بالإسبانية: Las Pedroñeras)‏، هي إحدى بلديات مقاطعة قونكة إحدى مقاطعات إسبانيا، و التي تقع في منطقة قشتالة لا منتشا وسط البلاد، و المائلة لجهة الشرق من إسبانيا.
وجدت في حوالي سنة 1500، ويعتقد بأن تسميتها جاءت من الكلمتين "Pedro" والتي تعني حجر باللغة الإسبانية، وكلمة "Heras" والتي تعني حقل زراعة بالإسبانية أيضاً.
يبلغ عدد سكانها 6.971 نسمة وفقاً لإحصائية سنة (2007).